# La Montagne de Baya
Pour plus de détails, voir Fiche technique et Distribution.
La Montagne de Baya (titre original : Adrar n Baya, berbère : ⴰⴷⵔⴰⵔ ⵏ ⴱⴰⵉⴰ) est un film algérien d'expression tamazight,  kabyle réalisé par Azzedine Meddour et sorti en 1997.

## Synopsis
En Kabylie au début du XXe siècle, un village entier est contraint de fuir l'oppression française pour se réfugier dans une montagne aride. Baya, la fille du saint patron du village, reçoit une bourse de louis d'or : la ddiya, le prix de l'assassinat de son époux par son rival Saïd, fils du bachagha. Veuve berbère au XIXe siècle, l'héroïne, Baya, se bat pour ressusciter son village détruit par les colons, ensevelit ses deux amours et se relève, malgré tout, pour ranimer les mythes ancestraux.
Sa communauté voudrait que cet argent serve à payer l'impôt de guerre afin de récupérer ses terres. Baya incarne ainsi une certaine forme d'honneur qui va motiver les paysans à construire un village dans la montagne.

## Explosion durant le tournage
Le 2 décembre 1994, une explosion entraîne la mort de 13 personnes et en a blessé 25 autres à Bouzeguene en Kabylie.
Deux hypothèses existent concernant l'origine du drame : il s'agirait soit d'un accident, soit d'un attentat,,. Le tournage allait s'achever quand une mauvaise manipulation d'explosifs a déclenché la catastrophe. Telle est, du moins, la version de la télévision, co-productrice du film. D'après un journal, il se serait agi de poudre blanche mais, selon un autre, de dynamite. Cet explosif devait servir aux séquences de bataille concernant l'arrivée des colons français en Kabylie en 1870 et la résistance des montagnards entraînés par une femme nommée Baya. L'hypothèse de l'accident est fut retenue par la presse qui s'interrogeait néanmoins sur les conditions de stockage et de manipulation de l'explosif. Selon un blessé, interrogé par le quotidien l'Opinion, le matériel destiné au tournage «n'est pas quelque chose qui peut exploser de cette manière», expliquant qu'il s'agissait surtout «de pétards et de fumigènes pour les effets spéciaux». Ce même témoin a ajouté que «la personne qui devait manipuler les explosifs ne s'est pas présentée, c'est quelqu'un d'autre qui ne s'y connaît pas qui s'en est occupé».
Par ailleurs, le cinéaste, se sentait «traqué» par «le terrorisme» s'est «réfugié avec son équipe dans des conditions de reclus», prenant le risque de stocker des matières dangereuses dans l'appartement où ils vivaient. L'équipe d'Azzedine Meddour, composée de jeunes comédiens, était obligée de se cacher, de tourner dans des conditions difficiles en raison des menaces des groupes armés islamistes, présents dans les maquis de Kabylie.
La mise en cause d'un attentat est notamment évoquée en raison du fait que durant la décennie noire, les comédiens et les artistes étaient l'une des cibles privilégiées des groupes armés, tels Ainsi Aziz Smati, réalisateur de télévision, qui avait été grièvement blessé dans un attentat qui l'a laissé paraplégique, le dramaturge Abdelkader Alloula, le directeur du théâtre national algérien Azeddine Medjoudbi, le chanteur Cheb Hasni, le musicien Fet'hi, tous assassinés. À la suite de ces évènements, de nombreux comédiens et artistes avaient dû quitté le pays pour se réfugier à l'étranger, notamment en France.

## Commentaires
Le film est plus axé sur l'image que sur le dialogue, ce qui est en rupture avec la thématique du réalisme socialiste du cinéma algérien durant les années 1970. Des scènes ont des références historiques tel que la combattante Lalla Fatma N'Soumer ainsi que les traditions et croyances païennes.
Treize personnes de l'équipe sont morts lors d'une explosion pendant le tournage du film.

## Fiche technique
- Titre : La Montagne de Baya
- Titre original : Adrar N'Baya
- Réalisation : Azzedine Meddour
- Scénario : Azzedine Meddour et Jean-Pierre Lledo
- Production : Caro-Line Production, ENPA, ENTV, Imago Films International
- Musique : Djouhra Abouda et Amine Kouider
- Pays d'origine : Algérie
- Langue : kabyle
- Formats : Couleurs
- Genre : Comédie dramatique
- Durée : 116 minutes
- Dates de sortie : ? (Algérie), 3 décembre 1997 (France)

## Distribution
- Djamila Amzal	: Baya
- Abderrhamane Debiane : Djendel
- Ali Ighil Ali	: Le vieux Belaïd
- Ouardia Kessi	: La vieille Aldja
- Kamal Abderrahmane : Saïd
- Youcef Meziani : Le Bach-agha
- Meziane Chabi : Meziane (enfant)
- Fadil Hamla : Meziane (jeune homme)